# 富山県道224号湯八尾線
富山県道224号湯八尾線（とやまけんどう224ごう ゆやつおせん）とは富山県富山市山田湯から富山市八尾町下新町を結ぶ一般県道（富山県道）である。

## 道路の特徴
- 山田湯から八尾町中までの間は幅員が狭く蛇行した道となっているため、また一部落石や土砂崩れの危険性もあるため、通行の際には注意が必要である。
- 山田 - 八尾間の交通としては他に整備された道路（富山県道25号砺波細入線）があり、そちらのほうが格段に交通の便が良いため、本県道の山間部の交通量は非常に少ない。

## 起点と終点
- 起点：富山市山田湯（富山県道59号富山庄川線との交点）
- 終点：富山市八尾町下新町（国道472号との交点）

## 冬期通行止め区間
- 降雪量が多く冬期は生活道路としての活用がないため、山田湯から八尾町高瀬までの区間は冬期通行止め（12月1日 - ）となる。